# Famille Kán
Pour les articles homonymes, voir Kan (homonymie).
 (juillet 2024).
Kán (en hongrois : Kán nemzetség ; en latin : genus Kán) est le nom d'une ancienne gens — clan — magyare qui tint un rôle politique et militaire de premier plan aux XIIIe et XIVe siècles.

## Histoire
Le clan faisait partie de l'une des sept tribus magyares et remonte à l'ère des Árpád.

## Personnalités
- Gyula I Kán (en) († 1237), fut à deux reprises voïvode de Transylvanie (1201 ; 1214), juge suprême du Royaume de Hongrie (1201 ; 1212-1213), palatin de Hongrie (1215–1217 ; 1222–1226) et ban de Slavonie (1219 ; 1229-1235).
  - Ladislaus I Kán (en) († après 1247), fils du précédent, il fut Grand écuyer (1217-1222), juge suprême (1224-1230 ; 1234-1235 ; 1242 ; 1247), palatin de Hongrie de 1242 à 1245 et ban de Slavonie de 1245 à 1247.
  - Gyula II Kán (en) († après 1234), Grand échanson du royaume de 1222 à 1228. Frère du précédent.
    - Ladislaus II Kán (en) († 1278), fils de Ladislaus I, il fut par deux fois voïvode de Transylvanie (1263-1264 ; 1275-1276) et juge suprême en 1264. Père du suivant.
      - Ladislaus III Kán (en) († 1315), voïvode de Transylvanie (1295-1314) il devint l'un des oligarques les plus puissants pendant l'interrègne après la mort du roi André III de Hongrie et régna de facto sur la Transylvanie jusqu'à sa mort en 1315.
- Gyula III Kán (en) († 1299), issu de la branche de Siklós et fils de Miklós I Kán, il fut ispán (comes) de Baranya et Tolna en 1294. Son frère, Péter de Siklós, hérita du domaine et fut ispán de Baranya en 1313.

### Sources
- Attila Zsoldos: Magyarország világi archontológiája, 1000–1301 ("Archontologie Séculière de Hongrie, 1000–1301"), História, MTA Történettudományi Intézete, Budapest, 2011  (ISBN 978-963-9627-38-3)
- János Karácsonyi: A magyar nemzetségek a XIV. század közepéig
- Révai nagy lexikona